# مايكل نورث
مايكل نورث (بالألمانية: Michael North)‏ (و. 1954  م) هو مؤرخ، وأستاذ جامعي ألماني، ولد في غيسن.

## التعليم
تعلم في جامعة غيسن
.